# الترشيح الإندونيسي لكأس العالم 2022
الترشيح الإندونيسي لكأس العالم 2022 هو أول عرض رسمي من اتحاد كرة القدم الإندونيسي لاستضافة كأس العالم. كانت إندونيسيا واحدة من أربع دول آسيوية تقدمت بالبطولة إلى آسيا للمرة الثانية، حيثُ أُقيمت بطولة 2002 في اليابان وكوريا الجنوبية. كانت إندونيسيا، تحت اسم الهند الشرقية الهولندية، وأول دولة آسيوية تشارك في كأس العالم، عندما شاركت في كأس العالم 1938، خسرت أمام المجر في الجولة الأولى.

## الملاعب المُقترحة
| جاكرتا                 | جاكرتا | سوراكارتا | سمارانغ               |
| ---------------------- | --- | --- | --------------------- |
| ملعب غيلورا بونغ كارنو | ملعب جاكرتا الدولي | ملعب ماناهان | ملعب جاتيديري         |
| السعة: 77,193          | السعة: 75,000 (ملعب جديد) | السعة: 70,000 (تطوير) | السعة: 60,000 (تطوير) |
|                        | | |                       |
| ساماريندا              | فلمبان | سورابايا | بوكور                 |
| ملعب بالاران           | ملعب غيلورا سريويجايا | ملعب جيلورا بونج تومو | ملعب باكانساري        |
| السعة: 67,075          | السعة: 55,000 (تطوير) | السعة: 55,000 | السعة: 50,000 (تطوير) |
|                        | | |                       |
| جايابورا               | جاكرتا سوراكارتا دنباسار ساماريندا سورابايا بوكور جايابورا باندا آتشيه بيكانبارو سمارانغ سليمان باليكبابان باندونغ فلمبان تنغارونغ مواقع الملاعب في عرض إندونيسيا لكأس العالم 2022. | جاكرتا سوراكارتا دنباسار ساماريندا سورابايا بوكور جايابورا باندا آتشيه بيكانبارو سمارانغ سليمان باليكبابان باندونغ فلمبان تنغارونغ مواقع الملاعب في عرض إندونيسيا لكأس العالم 2022. | دنباسار               |
| ملعب ماندالا           | جاكرتا سوراكارتا دنباسار ساماريندا سورابايا بوكور جايابورا باندا آتشيه بيكانبارو سمارانغ سليمان باليكبابان باندونغ فلمبان تنغارونغ مواقع الملاعب في عرض إندونيسيا لكأس العالم 2022. | جاكرتا سوراكارتا دنباسار ساماريندا سورابايا بوكور جايابورا باندا آتشيه بيكانبارو سمارانغ سليمان باليكبابان باندونغ فلمبان تنغارونغ مواقع الملاعب في عرض إندونيسيا لكأس العالم 2022. | ملعب راي              |
| السعة: 50,000 (تطوير)  | جاكرتا سوراكارتا دنباسار ساماريندا سورابايا بوكور جايابورا باندا آتشيه بيكانبارو سمارانغ سليمان باليكبابان باندونغ فلمبان تنغارونغ مواقع الملاعب في عرض إندونيسيا لكأس العالم 2022. | جاكرتا سوراكارتا دنباسار ساماريندا سورابايا بوكور جايابورا باندا آتشيه بيكانبارو سمارانغ سليمان باليكبابان باندونغ فلمبان تنغارونغ مواقع الملاعب في عرض إندونيسيا لكأس العالم 2022. | السعة: 45,000 (تطوير) |
|                        | جاكرتا سوراكارتا دنباسار ساماريندا سورابايا بوكور جايابورا باندا آتشيه بيكانبارو سمارانغ سليمان باليكبابان باندونغ فلمبان تنغارونغ مواقع الملاعب في عرض إندونيسيا لكأس العالم 2022. | جاكرتا سوراكارتا دنباسار ساماريندا سورابايا بوكور جايابورا باندا آتشيه بيكانبارو سمارانغ سليمان باليكبابان باندونغ فلمبان تنغارونغ مواقع الملاعب في عرض إندونيسيا لكأس العالم 2022. |                       |
| باندا آتشيه            | جاكرتا سوراكارتا دنباسار ساماريندا سورابايا بوكور جايابورا باندا آتشيه بيكانبارو سمارانغ سليمان باليكبابان باندونغ فلمبان تنغارونغ مواقع الملاعب في عرض إندونيسيا لكأس العالم 2022. | جاكرتا سوراكارتا دنباسار ساماريندا سورابايا بوكور جايابورا باندا آتشيه بيكانبارو سمارانغ سليمان باليكبابان باندونغ فلمبان تنغارونغ مواقع الملاعب في عرض إندونيسيا لكأس العالم 2022. | بيكانبارو             |
| ملعب هارابان بانجسا    | جاكرتا سوراكارتا دنباسار ساماريندا سورابايا بوكور جايابورا باندا آتشيه بيكانبارو سمارانغ سليمان باليكبابان باندونغ فلمبان تنغارونغ مواقع الملاعب في عرض إندونيسيا لكأس العالم 2022. | جاكرتا سوراكارتا دنباسار ساماريندا سورابايا بوكور جايابورا باندا آتشيه بيكانبارو سمارانغ سليمان باليكبابان باندونغ فلمبان تنغارونغ مواقع الملاعب في عرض إندونيسيا لكأس العالم 2022. | ملعب رياو             |
| السعة: 45,000          | جاكرتا سوراكارتا دنباسار ساماريندا سورابايا بوكور جايابورا باندا آتشيه بيكانبارو سمارانغ سليمان باليكبابان باندونغ فلمبان تنغارونغ مواقع الملاعب في عرض إندونيسيا لكأس العالم 2022. | جاكرتا سوراكارتا دنباسار ساماريندا سورابايا بوكور جايابورا باندا آتشيه بيكانبارو سمارانغ سليمان باليكبابان باندونغ فلمبان تنغارونغ مواقع الملاعب في عرض إندونيسيا لكأس العالم 2022. | السعة: 43,923         |
|                        | جاكرتا سوراكارتا دنباسار ساماريندا سورابايا بوكور جايابورا باندا آتشيه بيكانبارو سمارانغ سليمان باليكبابان باندونغ فلمبان تنغارونغ مواقع الملاعب في عرض إندونيسيا لكأس العالم 2022. | جاكرتا سوراكارتا دنباسار ساماريندا سورابايا بوكور جايابورا باندا آتشيه بيكانبارو سمارانغ سليمان باليكبابان باندونغ فلمبان تنغارونغ مواقع الملاعب في عرض إندونيسيا لكأس العالم 2022. |                       |
| سليمان                 | باليكبابان | باندونغ | كوتاي كارتانيغارا     |
| ملعب ماجوهارجو         | ملعب باتاكان | ملعب غيلورا باندونغ لوتان أبي | ملعب أجي إمبوت        |
| السعة: 40,000 (تطوير)  | السعة: 40,000 (ملعب جديد) | السعة: 38,000 | السعة: 35,000         |
|                        | | |                       |